# Карчмиська-Перші
Карчмиська-Перші (пол. Karczmiska Pierwsze) — село в Польщі, у гміні Карчміська Опольського повіту Люблінського воєводства.
Населення — 1556 осіб (2011).

## Демографія
Демографічна структура станом на 31 березня 2011 року:
|          | Загалом | Допрацездатний вік | Працездатний вік | Постпрацездатний вік |
| -------- | ------- | ------------------ | ---------------- | -------------------- |
| Чоловіки | 802     | 154                | 556              | 92                   |
| Жінки    | 754     | 126                | 424              | 204                  |
| Разом    | 1556    | 280                | 980              | 296                  |